# Anderson (Carolina del Sud)
Anderson è una city degli Stati Uniti d'America, capoluogo della contea di Anderson nello Stato della Carolina del Sud.

## Geografia fisica
Secondo lo United States Census Bureau, la città ha una superficie di 37,89 km² (14,63 mi²), di cui 0,10 km² (0,04 mi²) coperti da acque.

## Società

### Evoluzione demografica
Al censimento del 2000 la città contava 25 514 abitanti, passati a 26 686 nel 2010.

## Località limitrofe
Il seguente diagramma rappresenta le principali località che si trovano nel raggio di 16 chilometri da Anderson: